# Vejte Csanád
Vejte (I) Csanád (in ungherese Csanád nembeli (I.) Vejte; ... – dopo il 1200) fu un nobile ungherese che fu giudice reale tra il 1199 e il 1200 sotto Emerico d'Ungheria.

## Biografia
Vejte (anche Wetich o Vetuk) discendeva dalla famiglia degli Csanád, il cui capostipite omonimo sconfisse il signore provinciale Ajtony, nemico di Stefano I d'Ungheria all'inizio dell'XI secolo.
Fu menzionato per la prima volta come ispán del comitato di Csanád nel 1199. Oltre alla carica di giudice reale, prestò servizio anche come ispán del comitato di Nitra dal 1199 al 1200. Fu poi il primo ispán di cui si ha conoscenza del comitato di Krassó nel 1200. Ebbe tre figli, di cui il primo fu Teodoro, palatino nel 1222; Vejte (II), il quale sposò Lucia, la figlia di Posa Bár-Kalán; infine Ladislao, ispán del comitato di Csanád nel 1234.